# Tuul

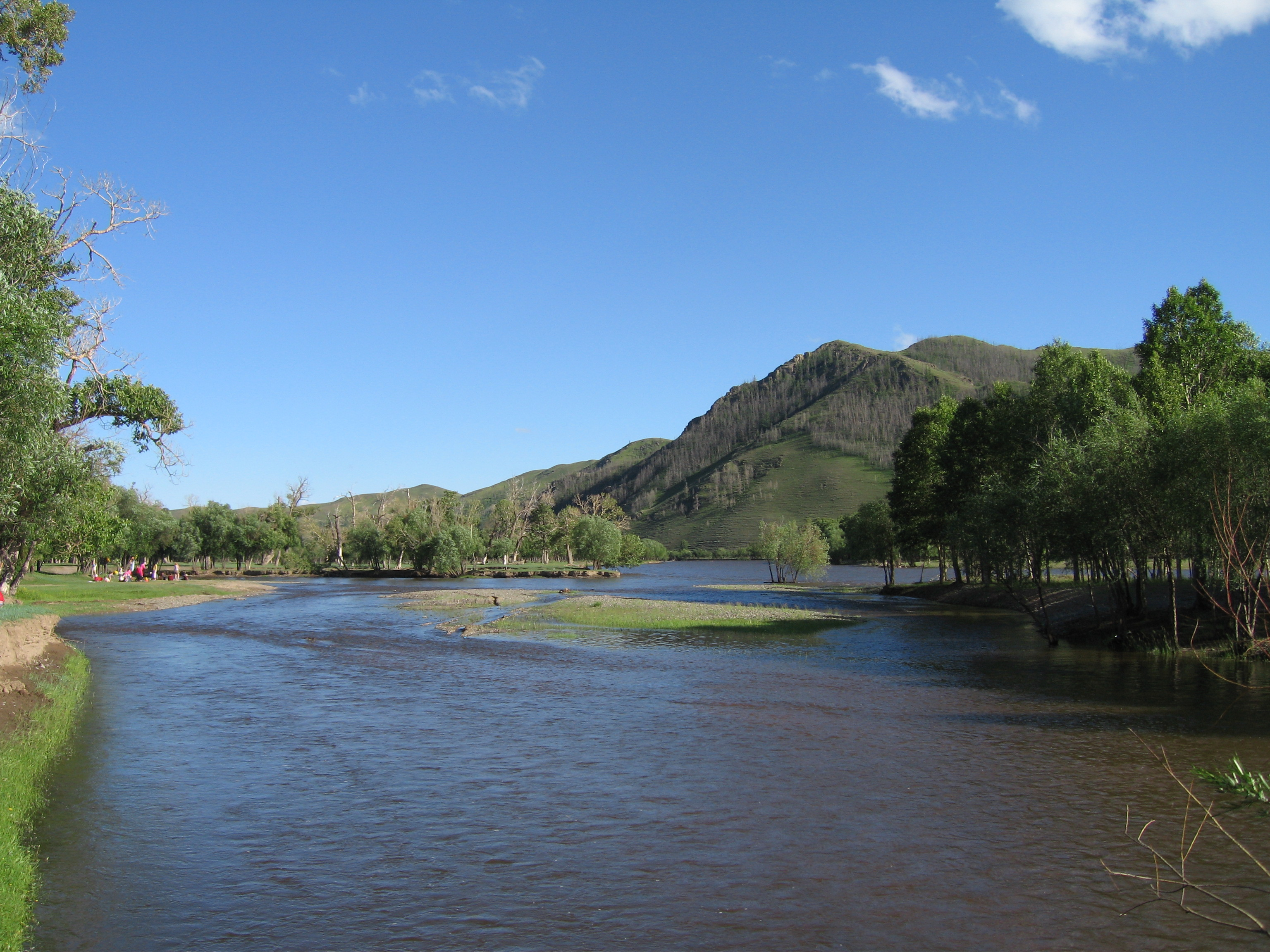
De Tuul.

De Tuul (Mongools: Туул гол) is een belangrijke rivier in Mongolië. De 808 km lange rivier heeft een stroomgebied van 49.840 km².
De Tuul ontspringt in het Gorkhi-Terelj Nationaal Park en stroomt door het zuiden van de hoofdstad Ulaanbaatar. Het is een zijrivier van de Orhon, die uitmondt in de Selenga die uiteindelijk het Baikalmeer voedt. Een zijrivier van de Tuul is de Selbe, die in Ulaanbaatar in de Tuul uitmondt. Van half november tot half mei is de rivier bevroren.
Door de invloed van vervuiling in Ulaanbaatar en het winnen van goud gaat de waterkwaliteit achteruit, voornamelijk door mineralisatie en sedimentatie. Ook de bevolkingstoename direct aan de rivier vormt een bedreiging. In de rivier komen bedreigde steurachtigen voor.
- Library of Congress Control Number: sh2011005673
- Nationale Bibliotheek van Israël: 987007574959205171
- Virtual International Authority File: 315168077